# アフリカレズビアン連合
アフリカレズビアン連合(Coalition of African Lesbians,CAL)とは同性愛者の権利を求めるアフリカの圧力団体である。プレトリア大学法学部と提携している。
2010年、アフリカ人権委員会はCALのオブザーバー参加を拒否している。2008年5月にも参加の申し込みを拒絶している。